# Salle Paul VI
Pour les articles homonymes, voir Paul VI (homonymie).
La salle Paul VI (appelée auparavant salle Nervi) est une salle d'audience dans laquelle le pape tient diverses audiences et conférences depuis 1971.

## Localisation
Elle se trouve à cheval entre le territoire de l’État du Vatican (le tiers de sa partie ouest) et celui de l’Italie (les deux tiers restants de sa partie orientale), au sud de la basilique Saint-Pierre et de la colonnade du Bernin, à proximité de la Congrégation pour la doctrine de la foi (Saint-Office). Néanmoins, la portion se trouvant en territoire italien est une propriété du Saint-Siège sous statut d’extraterritorialité. La frontière entre les deux territoires est marquée en face du portail d'entrée par une ligne pointillée qui représente la silhouette de l'ancien bâtiment du musée Petriano. Ce musée, inauguré en 1925 par le pape Pie XI pour abriter des vestiges de la basilique Saint-Pierre), est détruit en 1966 pour obtenir en compensation l'accès à la salle Paul VI . 

## Construction
Sa construction a été décidée par le pape Paul VI en 1964 pour accueillir les fidèles et pèlerins venant de plus en plus nombreux à l'audience papale du mercredi. La conception du bâtiment est confiée alors à l'ingénieur Pier Luigi Nervi.
Le prélat Pasquale Macchi fut chargé de surveiller de près les travaux qui débutèrent en 1966. La salle fut inaugurée le 30 juin 1971.

## Architecture
L'architecture dévoile une immense salle, de forme trapézoïdale et de facture moderne en béton armé, pouvant accueillir 6 300 places assises ou 12 000 personnes debout. Précédée d'un atrium, la salle principale est éclairée de chaque côté par deux grandes fenêtres elliptiques ornées de vitraux conçus par l'artiste János Hajnal (en), et abrite une estrade en marbre Calacatta Vagli (marbre gris avec des nuances de blanc) sur laquelle est placé le trône papal devant la sculpture La Résurrection (it) de l'artiste Pericle Fazzini. Le bâtiment abrite aussi, au premier étage au-dessus du vestibule, la Nouvelle salle du synode, équipée de la traduction simultanée et accueillant les synodes romains ainsi que les congrégations générales avant les conclaves. Elle comprend encore  d'autres salles : une pour les audiences spéciales, des pièces pour accueillir les médias et divers services. L'architecte Nervi réalise une voûte de béton qui supporte 42 arcs-doubleaux paraboliques d'une portée de 70 mètres composés de ciment blanc et d'agrégats de marbre apuano. 
En 2008, le cardinal Giovanni Lajolo, président émérite du Gouvernorat de l'État de la Cité du Vatican, profite de la rénovation du toit de 5 000 m2 de la salle Paul VI (ses 4 800 dalles de ciment étant abîmées) pour le couvrir de 2 400 panneaux solaires de SolarWorld qui fournissent une énergie de 300 MWh suffisante pour chauffer ou rafraîchir la salle. Lorsque la salle n'est pas utilisée, l’énergie excédentaire est injectée sur le réseau électrique du Vatican.

## Les audiences et autres événements
Chaque mercredi, lorsqu'il est à Rome, le pape reçoit tous les pèlerins qui souhaitent le rencontrer : c'est l'audience générale, les billets pour y assister étant à réserver à la Préfecture de la Maison Pontificale. Cette audience se tient habituellement sur la place Saint-Pierre sauf lorsque les conditions climatiques ne le permettent pas. Ainsi, durant la saison hivernale ou estivale, cette audience générale a habituellement lieu dans la salle Paul VI qui est chauffée ou climatisée pour l'occasion. Le pape y lit généralement une leçon, une catéchèse ou un petit discours en italien puis chaque nationalité présente est saluée dans sa langue par un prêtre qui présente les groupes au souverain pontife. Certaines audiences Bacie mano (« baise-main ») permettent au visiteur de baiser l'anneau du pêcheur du pape, lui dire quelques mots personnels, lui transmettre un message particulier ou recevoir sa bénédiction. 
La salle est également utilisée pour recevoir des groupes particuliers en audience spéciale, des rencontres de prière, et parfois pour des événements particuliers :
- Consistoire : le pape Jean-Paul II y a présidé une fois un consistoire pour la création de nouveaux cardinaux.
- Films : le pape Benoît XVI y a visionné plusieurs films, notamment un documentaire consacré à Jean-Paul II, quelques jours avant sa béatification (10 avril 2011).
- Concerts : le pape Benoît XVI a assisté à de nombreux concerts donnés en son honneur particulièrement à l'occasion de l'anniversaire de son élection.
- Le 20 mai 2010, le concert, donné par l'orchestre national russe et le chœur du synode de Moscou, était offert par le patriarche de Moscou, Cyrille.
- Le 6 mai 2011, le concert, donné par l'orchestre et les chœurs de l'Opéra de Rome, était offert par le président de la république italienne, Giorgio Napolitano.
- Le 17 décembre 2016, le concert de bienfaisance "Avrai" de Claudio Baglioni pour les enfants de Centrafrique et les enfants du centre de l'Italie victimes des tremblements de terre.
- Le 3 août 2019, dans le cadre de l'Euromoot 2019 (du 27 juillet au 3 août), plus de 7000 scouts d'Europe se sont retrouvés à la fin du pèlerinage pour le message et la bénédiction du pape.